# خوسيه البرتي
خوسيه البرتي (بالإسبانية: José Alberti) هو لاعب كرة قدم أوروغواياني، ولد في 29 مارس 1997 في مونتفيدو في الأوروغواي. لعب مع جوفينتود.

## وصلات خارجية
- خوسيه البرتي على موقع قاعدة بيانات كرة القدم.إي يو (الإنجليزية)
- خوسيه البرتي على موقع Soccerway.com (الإنجليزية)
- خوسيه البرتي على موقع عالم كرة القدم.نت (الإنجليزية)